# Bastogne (huyện)
Huyện Bastogne (tiếng Pháp: Arrondissement de Bastogne; tiếng Hà Lan: Arrondissement Bastenaken) là một trong năm huyện hành chính ở tỉnh Luxembourg, Bỉ. Đây không phải là huyện hành chính. Ba trong các đô thị của nó, Gouvy, Houffalize và Vielsalm thuộc huyện Marche-en-Famenne tư pháp còn phần còn lại của các đô thị này thị thuộc huyện tư pháp Neufchâteau.

## Các đô thị
Huyện hành chính Bastogne bao gồm các đô thị sau:
- Bastogne
- Bertogne
- Fauvillers
- Gouvy
- Houffalize
- Sainte-Ode
- Vaux-sur-Sûre
- Vielsalm